# Hořehledy (přírodní památka)
Hořehledy jsou přírodní památka, která se nachází západně Hořehled, části města Spálené Poříčí v okrese Plzeň-jih. Důvodem ochrany je zbytek lužního lesa a mokřadních olšin v údolí Mítovského potoka.